# アイソタイプ

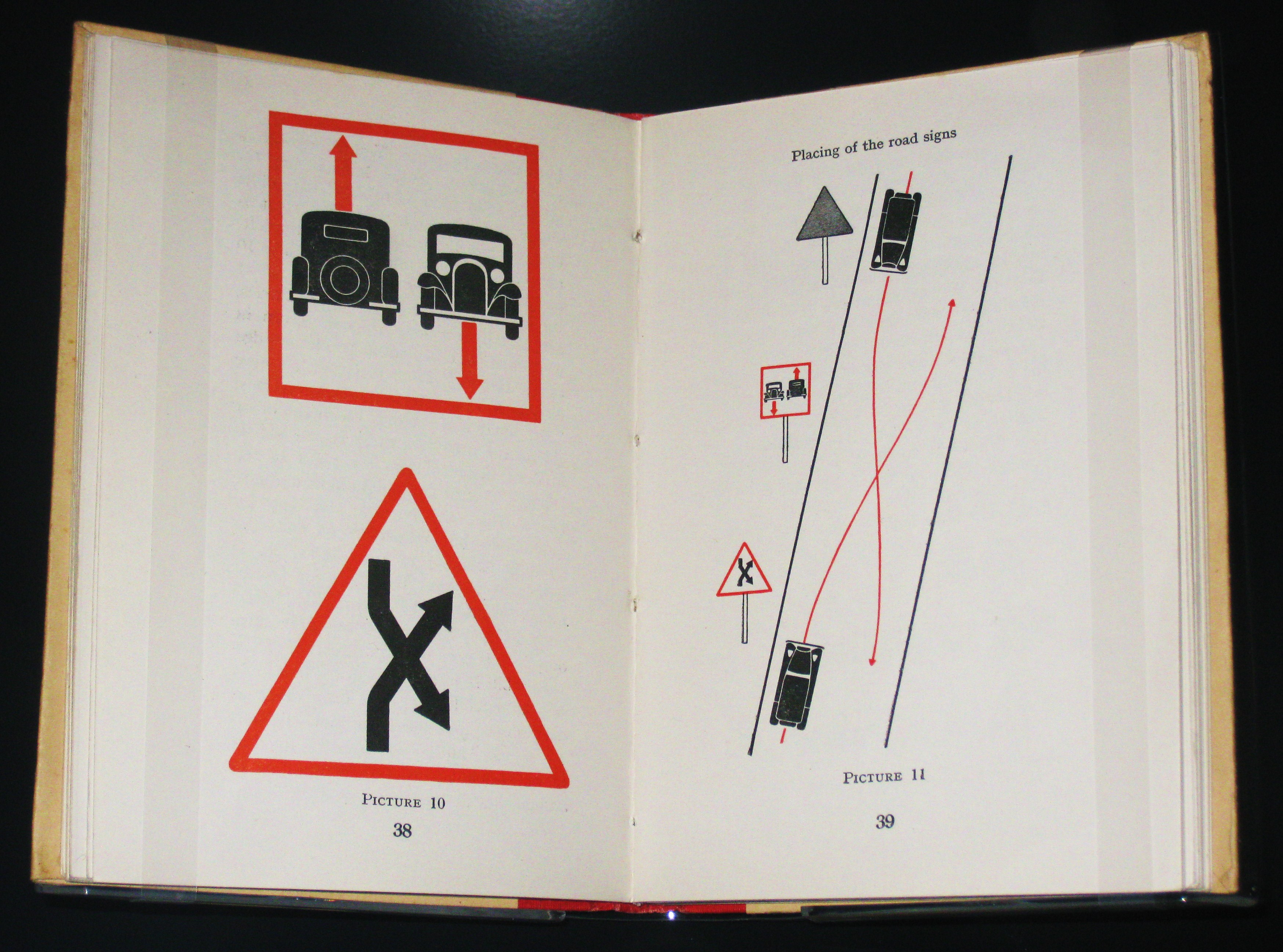
ノイラートの著書によるアイソタイプの一例
左側通行から右側通行への変更をアイソタイプで図示している。

グラフィックデザインと社会学の分野においてアイソタイプ(Isotype: International System Of Typographic Picture Education)とは、オーストリア出身の教育者・哲学者オットー・ノイラートとイラストレーターのゲルト・アルンツによってデザインされた、単純かつ非言語的な仕方で情報伝達するための一連の視覚記号（ピクトグラム）を指す。
ノイラートの構想ではもともとアイソタイプは児童教育のために開発されたものだが、結果的にはそのような用途よりも現代公共空間における種々の標識やインフォグラフィック(en:information graphicsの作法に対して多大な影響を与えるものになった。デザインの面から見ると、アイソタイプは1920年代の写実主義やアール・デコの美学が理想視していたくっきりとした線描から多くを学んでいる。また、たった一枚の図に雄弁に語らせるという意味では、パンや砂糖の在庫量や自動車工場の労働力確保量など、社会的波及力の強い量的な情報を伝達する仕方として各国で広まった。バックミンスター・フラーのゲオスコープ(Geoscope)の構想とも若干の共通点があるかもしれない。
ノイラートは妻のマリー・ライデマイスター（マリー・ノイラート）とともにアイソタイプ研究所(Isotype Institute)を設立した。